# Tejeda
Tejeda es una localidad y municipio español perteneciente a la isla de Gran Canaria, en la provincia de Las Palmas, comunidad autónoma de Canarias.
El término municipal abarca la denominada Caldera de Tejeda, una formación de origen volcánico surcada por abruptos barrancos en la que se erigen dos roques que son los símbolos geológicos de la isla: el Roque Nublo y el Roque Bentayga.
Es el primer municipio de Canarias en pertenecer a la Asociación de los Pueblos más Bonitos de España.

## Geografía
Situado en el centro de la isla de Gran Canaria, a 43,7 kilómetros de la capital insular, limita con los municipios de La Aldea de San Nicolás, Artenara, Valleseco, Vega de San Mateo, San Bartolomé de Tirajana y Mogán.
Con una superficie de 103,3 km², es el cuarto municipio en extensión de la isla.
La cabecera municipal, el casco urbano de Tejeda, se localiza a 1050 m s. n. m., siendo la segunda capital municipal a mayor altitud de Gran Canaria. La cota máxima del término se encuentra a 1947,08 m s. n. m. en las proximidades del Pico de las Nieves, estando su altitud mínima a 117 m s. n. m. en el cauce del barranco de los Juncos.

### Clima
La temperatura media anual de Tejeda se sitúa en torno a los 19 °C y la precipitación media anual es de 700 mm. En invierno, la temperatura suele ser más fresca y en meses como enero o febrero puede haber nevadas en las zonas más altas del municipio.

### Orografía
El pueblo se ubica en el interior de una caldera volcánica. Se trata de una caldera de hundimiento, de formación geológica muy similar a la Caldera de Taburiente, en la isla de La Palma. Ésta se origina al desplomarse la bóveda de una bolsa magmática hacia el interior.

### Zonas protegidas
El 100 % de la superficie de Tejeda se encuentra incluida en la Red Canaria de Espacios Naturales Protegidos. Posee íntegramente el monumento natural del Roque Nublo, compartiendo con los municipios limítrofes el parque rural homónimo y la reserva natural integral de Inagua, asimismo comparte el paisaje cultural de Risco Caído y montañas sagradas de Gran Canaria, Patrimonio Mundial de la UNESCO.
Gran parte de estos espacios se encuentran a su vez dentro de la Red Natura 2000 como Zonas Especiales de Conservación —ZEC—, siendo Inagua además Zona de Especial Protección para las Aves —ZEPA—. La totalidad del municipio de Tejeda forma parte, desde 2005, de la Reserva de la Biosfera de Gran Canaria.
Tejeda cuenta además con los montes de utilidad pública de Inagua y Pajonales.

### Comunicaciones
- GC-60, comunica al municipio con Tunte y su zona turística (Maspalomas, Playa del Inglés y San Agustín)
- GC-15, comunica al municipio con  San Mateo,Santa Brígida, Las Palmas de Gran Canaria, etc.
- GC-210, comunica al municipio con Artenara
- GC-600, comunica con Ayacata, la zona recreativa Llanos de la pez y el Roque Nublo
- GC-606, comunica con los barrios de El Toscón y el Carrizal, en una carretera que desemboca en la GC-210, que comunica a Artenara con La Aldea de San Nicolás
- GC-661, comunica con el barrio del Juncal
- GC-605, comunica con la Presa de las Niñas y Mogán
- GC-607, comunica con los barrios de La Solana y el Chorrillo
- GC-671, comunica al municipio con el barrio de El Espinillo y con el Roque Bentayga
- GC-150, comunica al municipio con la zona norte y los Pinos de Gáldar
- GC-156, acceso norte al barrio de La Culata
- GC-608, acceso sur al barrio de La Culata

## Historia
En el actual municipio se desarrolló una agrupación indígena con centro en el Roque Bentayga, granero-fortaleza desde la que se controlaba la caldera de Tejeda al completo. Este lugar fue uno de los últimos focos de resistencia durante las batallas que se libraron para la conquista de la isla, soportando un asedio de varias semanas. 
El municipio tuvo salida al mar hasta el año 1815, cuando la parte sur se escinde administrativamente de Tejeda, pasando a formar un municipio independiente con la denominación de Mogán.
La escasez de agua para el regadío ha sido una dificultad para el crecimiento económico y el desarrollo de una actividad agrícola que permitiera el establecimiento de un núcleo de población aún mayor. La forma geológica del valle permite que el agua recogida durante el invierno vierta rápidamente en dirección oeste, hacia el municipio de La Aldea de San Nicolás, pero la cota en la que se encuentra el pueblo no permite un mejor aprovechamiento del agua para los cultivos locales.
La visita de San Antonio al pueblo de Tejeda a finales del siglo XIX dejó una profunda huella cultural y religiosa en la memoria histórica de quienes lo conocieron y oyeron hablar de él.[cita requerida]

### Temporal de 1946
El 30 de noviembre de 1946 Tejeda sufrió un temporal de gran magnitud, que se desbordó sobre la Casa de la Huerta y convirtió los barrancos en caudales de agua. En la ciudad de Las Palmas de Gran Canaria el gobernador interino organizó una expedición de socorro acompañado por el médico de la beneficencia, Armando Torrent, varios practicantes, una sección del Cuerpo de Bomberos de Las Palmas, víveres.

Informado catástrofe Tejeda ruéguele exprese mi sentimiento a damnificados significándole me ocupo obtener ayuda Gobierno que se precise. Salúdale. Olazábal.

La expedición resultó una tarea complicada, ya que la tormenta provocó el corte de carreteras. Los bomberos tuvieron que despejar la vía de piedras y tierra que había arrastrado el agua. Varias casas resultaron inundadas y fue necesario volar con dinamita un muro de la carretera vieja para drenar el torrente.
Durante esta tormenta fallecieron Rosario García Lorenzo y cinco de sus hijos. El 9 de marzo de 2014, el Ayuntamiento de Tejeda erigió un monumento en memoria de las víctimas de este temporal desde el cual se puede observar el Roque Bentayga.

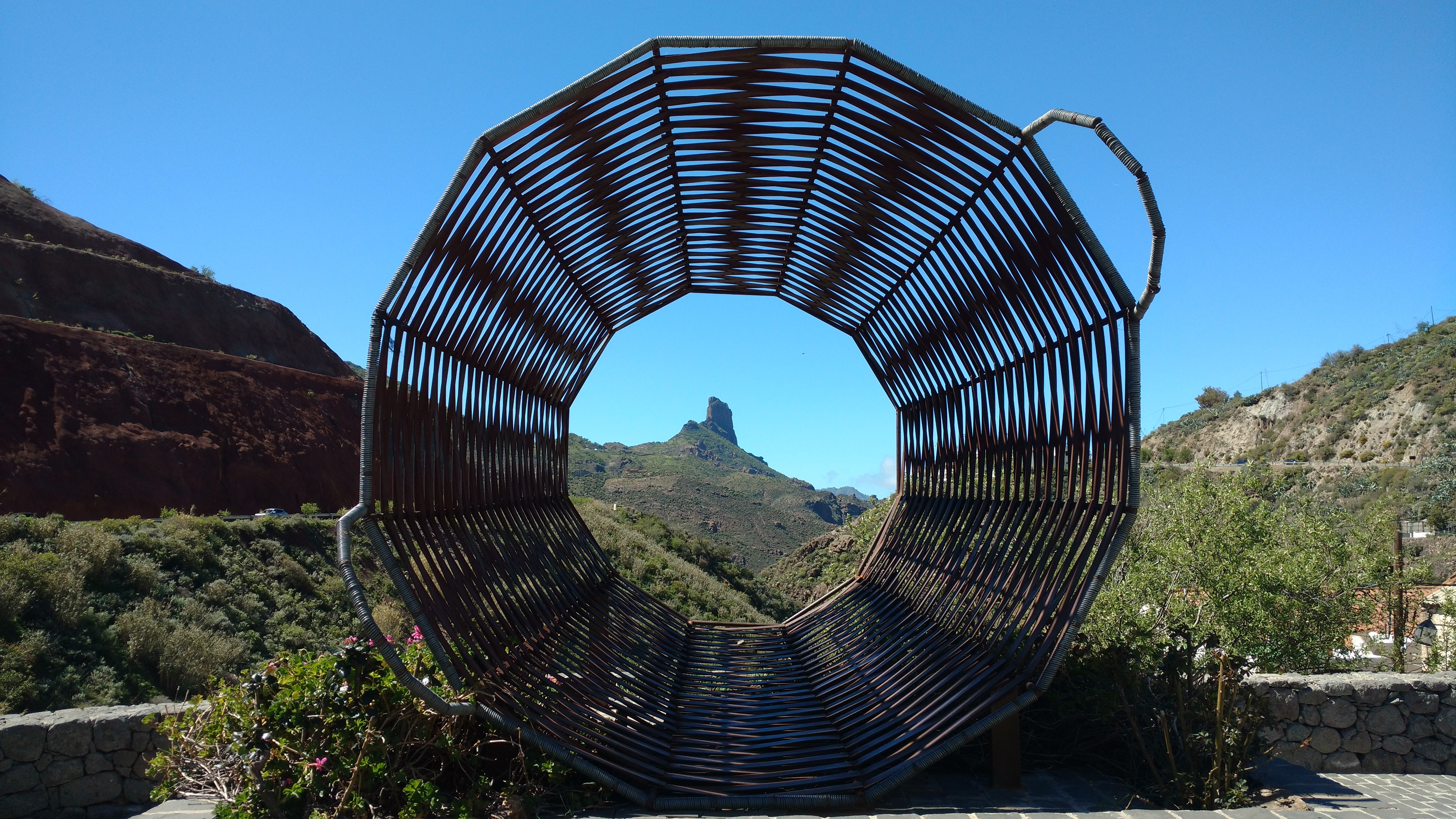
Roque Bentayga desde el monumento a las víctimas del temporal de 1946
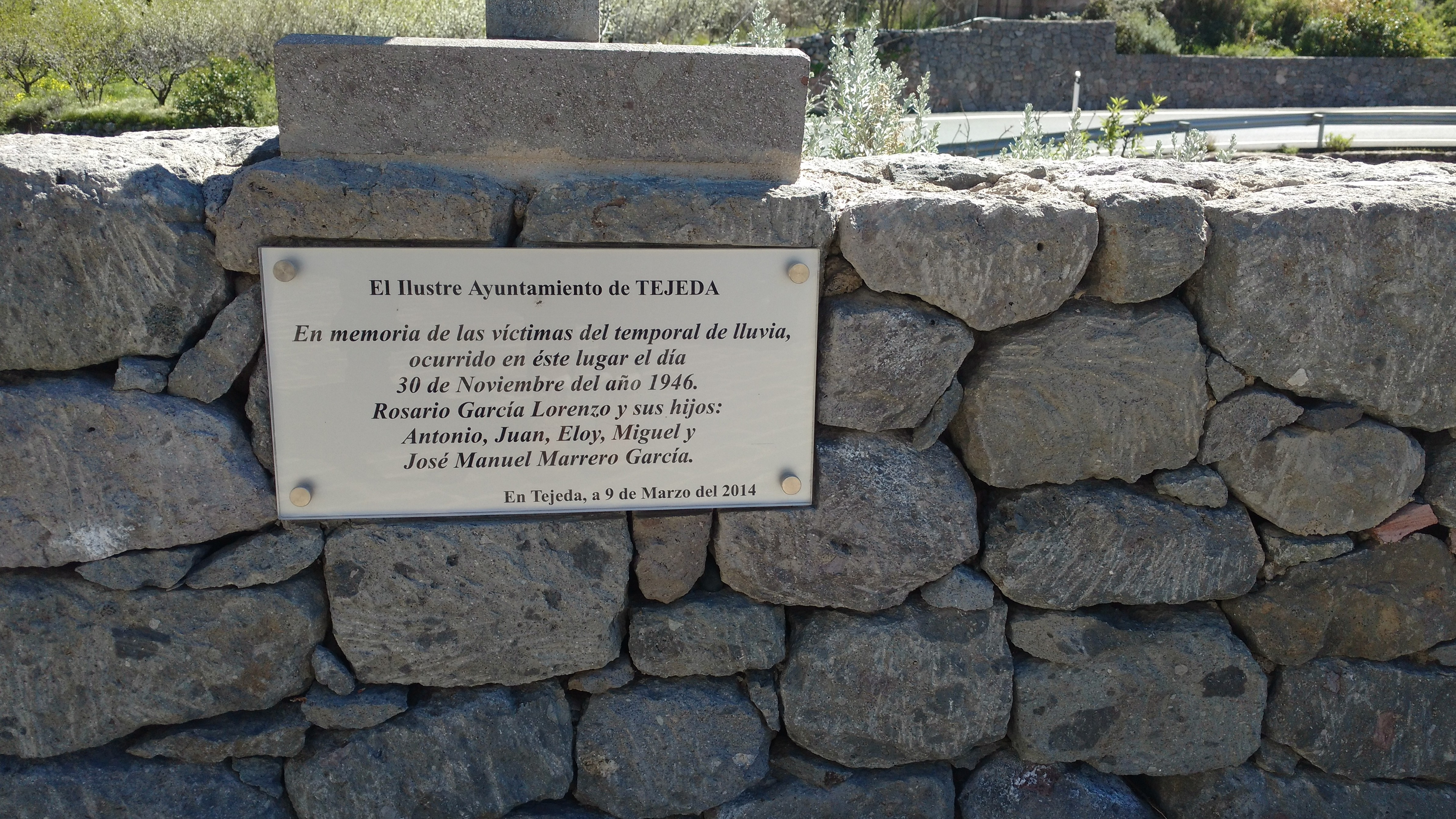
Placa en memoria de las víctimas del temporal

## Demografía
Tejeda cuenta con una población de 1826 habitantes (INE 2024).
| Gráfica de evolución demográfica de Tejeda entre 1842 y 2021                                                        |
| |
| Población de derecho según los censos de población del INE Población de hecho según los censos de población del INE |

## Economía

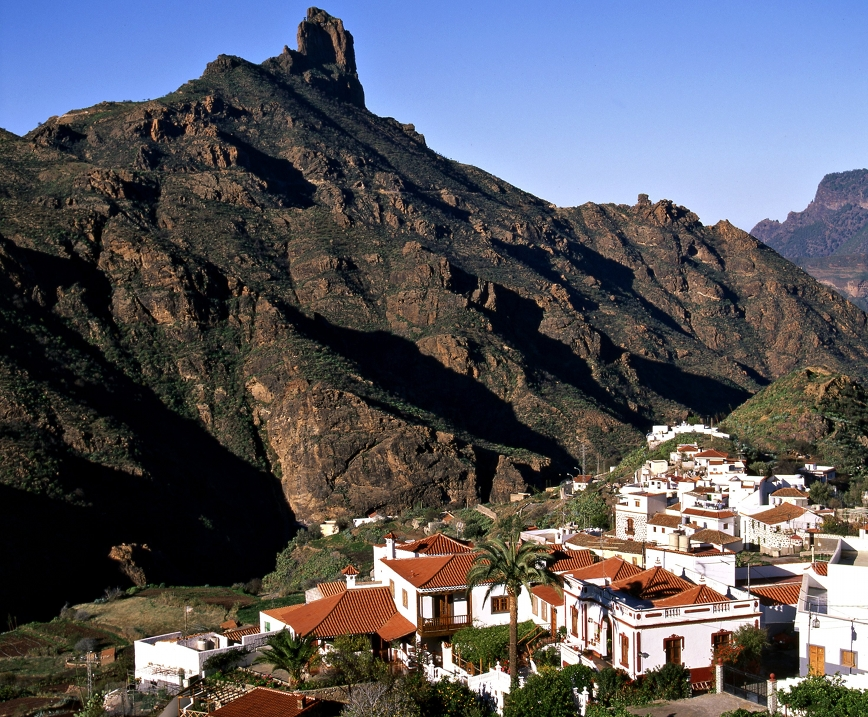
Roque Bentayga

La almendra destinada a la alimentación y la almendra amarga, destinada a la fabricación de cosméticos, tuvieron una época de enorme producción en el municipio, generando decenas de puestos de trabajo a principios del siglo XX.
Históricamente, la actividad económica del municipio ha estado centrada en su actividad agrícola y ganadera. Desde la década de los años 60, con el desarrollo económico de los municipios más poblados de la isla y la llegada del turismo, el municipio de Tejeda ha sufrido un paulatino retroceso en el número de habitantes.
Hoy en día, la actividad agrícola y ganadera no tiene posibilidades de competir en el mercado europeo, y los productos son destinados al consumo local. La agricultura y, en general, el sector primario, tiene escasa mano de obra que se dedique exclusivamente a este sector. En el sector industrial destaca una empresa dedicada a la carpintería de madera, que fabrica ataúdes para todo el archipiélago Canario, así como otras dos empresas dedicadas a la elaboración de dulces y postres con productos que son identificados casi de forma inequívoca con el municipio de Tejeda: el mazapán de almendras y el bienmesabe. El origen de una de estas empresas se remonta a los años 40 del pasado siglo, mientras que la otra es más reciente. De reciente creación es también una heladería que elabora helados artesanales con sabores de la tierra, además de los tradicionales.
El sector industrial ha visto surgir, asimismo, una empresa destinada a la confección y la costura, con productos dirigidos a clientes con alto poder adquisitivo. La Pasarela Cibeles de Madrid y otras pasarelas internacionales de moda, han sido escenario de los productos textiles elaborados en el municipio. Esta actividad ha despertado el interés de quienes han observado cómo una actividad artesanal, con escasas posibilidades de generar puestos de trabajo, ha abierto posibilidades de empleo en una zona que da un gran valor a sus tradiciones.
El sector servicios ha encontrado un hueco en la actividad comercial que generan los visitantes del municipio, ofreciendo a los turistas lugares de descanso para pernoctar y comer. Tejeda cuenta con una amplia oferta de alojamientos turísticos. Entre ellos, un Parador Nacional en la Cruz de Tejeda.

## Administración y política

### Gobierno municipal
El ayuntamiento de Tejeda se compone por 9 concejales, siendo actualmente la Agrupación de Electores por Tejeda, el partido gobernante, con Francisco Juan Perera Hernández a la cabeza.
| Partido político | Partido político                         | 2007   | 2011   | 2015   | 2019   | 2023   |
| Partido político | Partido político                         | Ediles | Ediles | Ediles | Ediles | Ediles |
|                  | Partido Popular (PP)                     | 7      | 4      | 2      | —      | —      |
|                  | Partido Socialista Obrero Español (PSOE) | 3      | 0      | 0      | 0      | 0      |
|                  | Unión Independiente Nublo y Benta (UNIR) | 1      | 0      | —      | —      | —      |
|                  | Nueva Canarias (NC)                      | 0      | —      | —      | —      | —      |
|                  | Agrupación de Electores por Tejeda (AET) | —      | 7      | 7      | 7      | 7      |
|                  | Tejeda x el Cambio (TxC)                 | —      | —      | —      | 2      | 2      |
|                  | Unidos por Gran Canaria (UxGC)           | —      | —      | —      | 0      | 0      |
|                  | Coalición Canaria (CC)                   | —      | —      | —      | 0      | —      |
|                  | Hablemos Ahora (HA)                      | —      | —      | —      | —      | 0      |

### Organización territorial

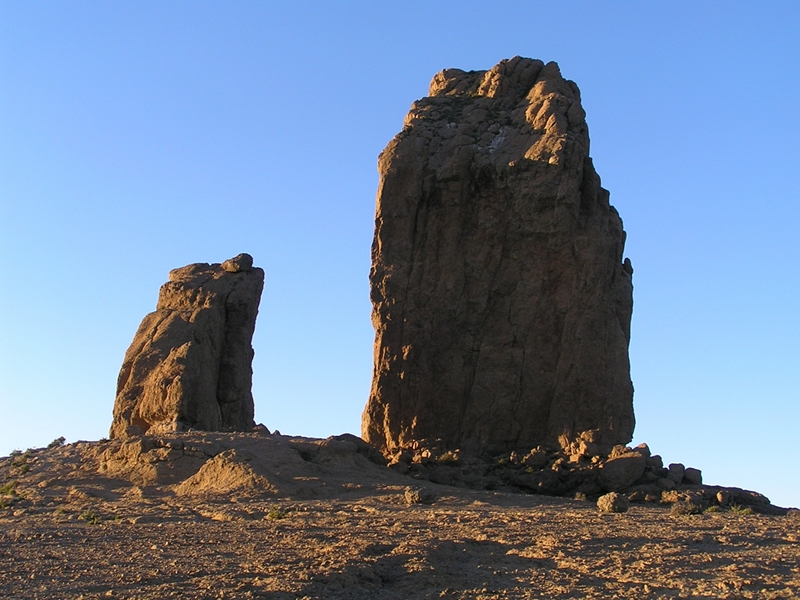
Roque Nublo

Administrativamente, el término municipal se divide en los siguientes barrios:
- El Carrizal
- Casas del Lomo
- El Chorrillo
- Las Crucitas
- Cuevas Caídas
- La Culata
- La Degollada
- El Espinillo
- El Juncal
- Lomo de los Santos
- El Majuelo
- El Rincón
- El Roque
- La Solana
- Tejeda (capital municipal)
- Timagada
- El Toscón
- Juan Gómez
- Ayacata
- Casas de la Huerta
- La Cumbre
- La Higuerilla
- Las Moradas
- Peña Rajada

## Cultura

### Patrimonio

#### Iglesia de Nuestra Señora del Socorro
La actual iglesia de Nuestra Señora del Socorro se abrió al culto el 26 de enero de 1930, después de colocarse la primera piedra del templo el 24 de febrero de 1921. Esta iglesia vino a sustituir a la anterior, que quedó destruida por un incendio el 13 de agosto de 1920. De aquel siniestro solo se salvó una Santa Custodia, que fue posteriormente restaurada, dos candelabros y el traje de la Santísima Virgen, al encontrarse dicha reliquia en una casa particular.
Desde 2003, la iglesia cuenta con un retablo de estilo neoclásico que vino a reemplazar al existente hasta la década de los años 60 y que, a su vez, remplazó al que fue destruido por el incendio de 1920.

El nuevo retablo, elaborado en su totalidad de forma artesanal durante dos años por los hermanos García-García Muro de Toledo, pesa 3500 kg y mide 11x3 metros.

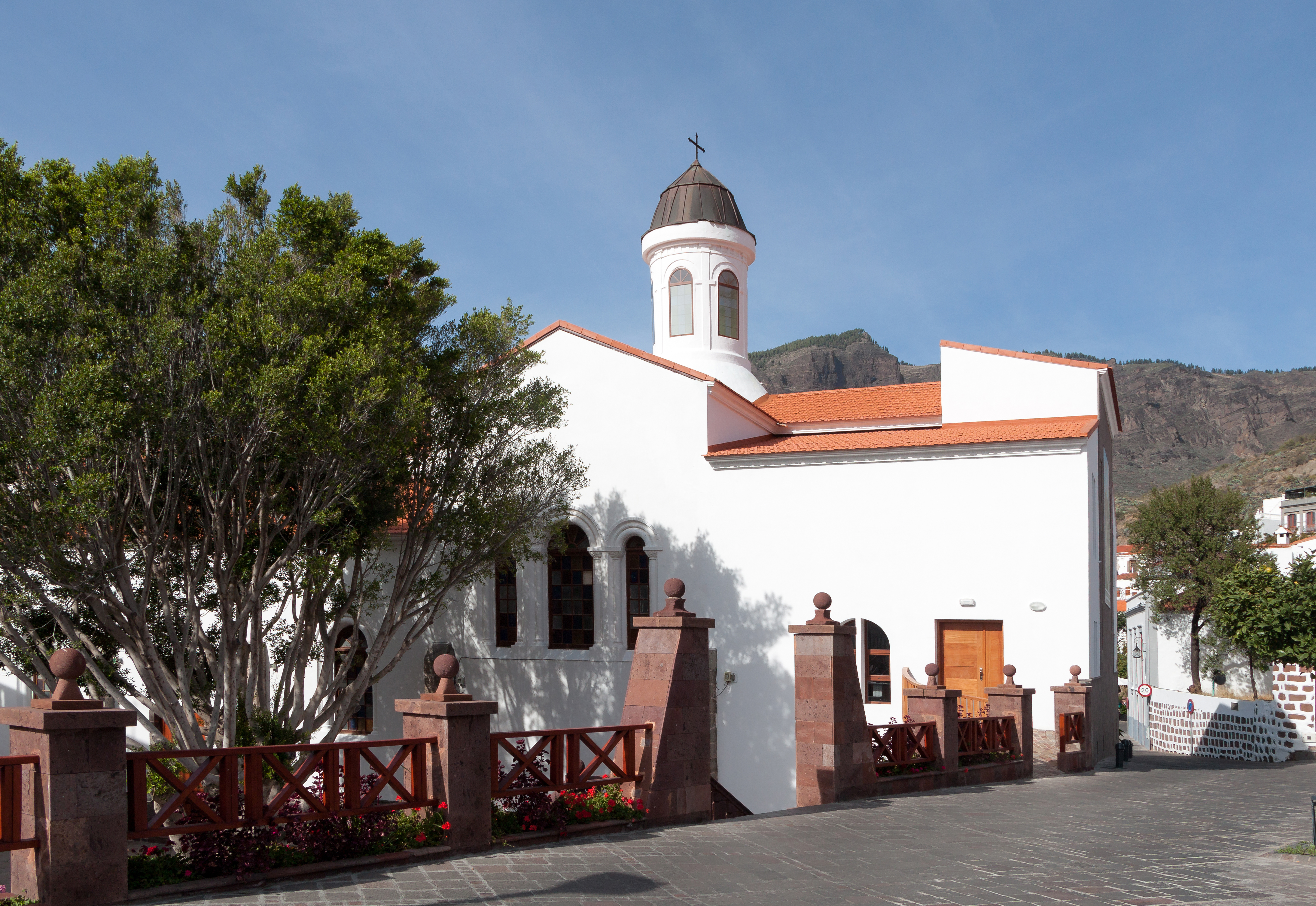
Vista desde el sur
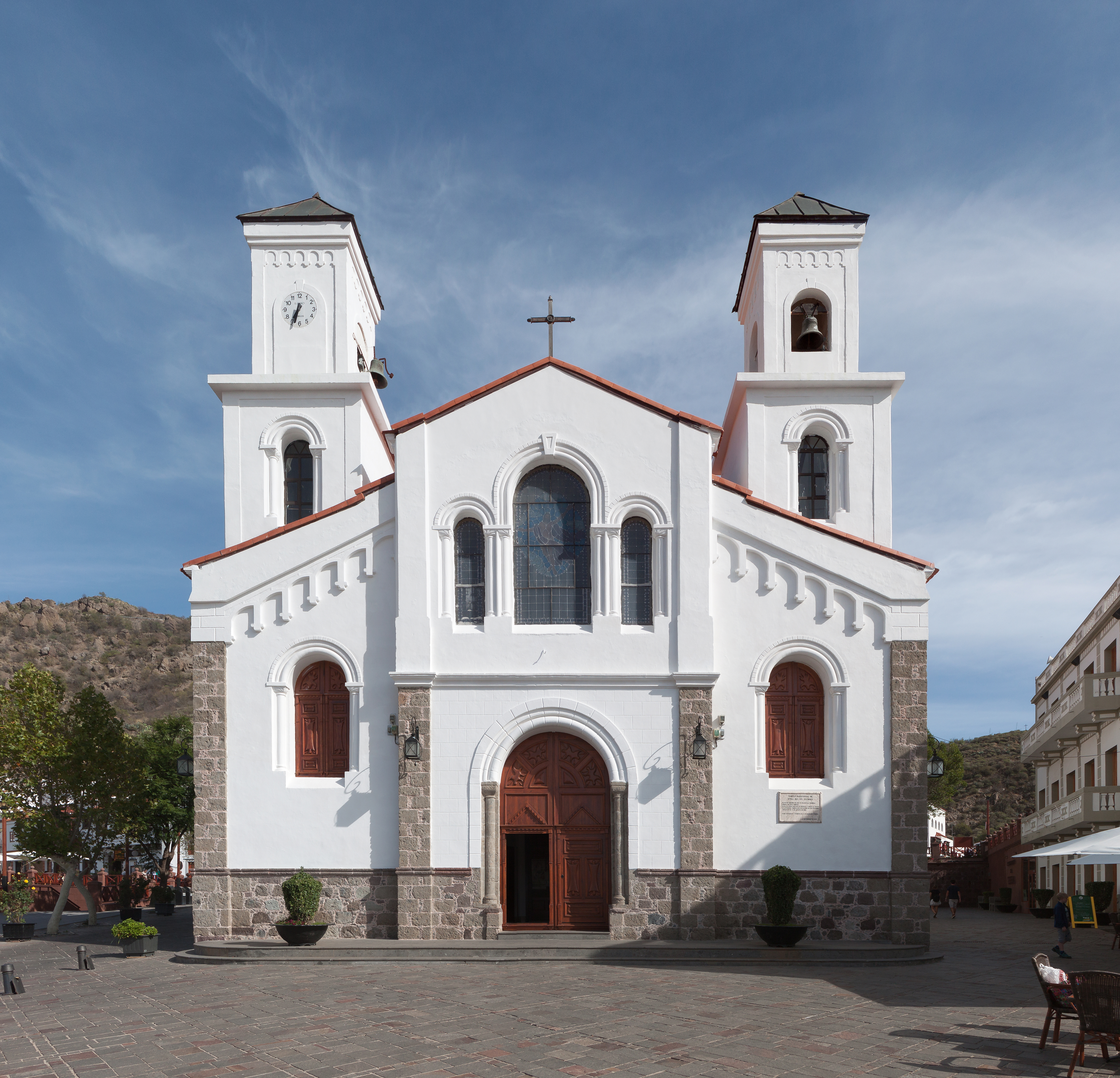
Fachada principal
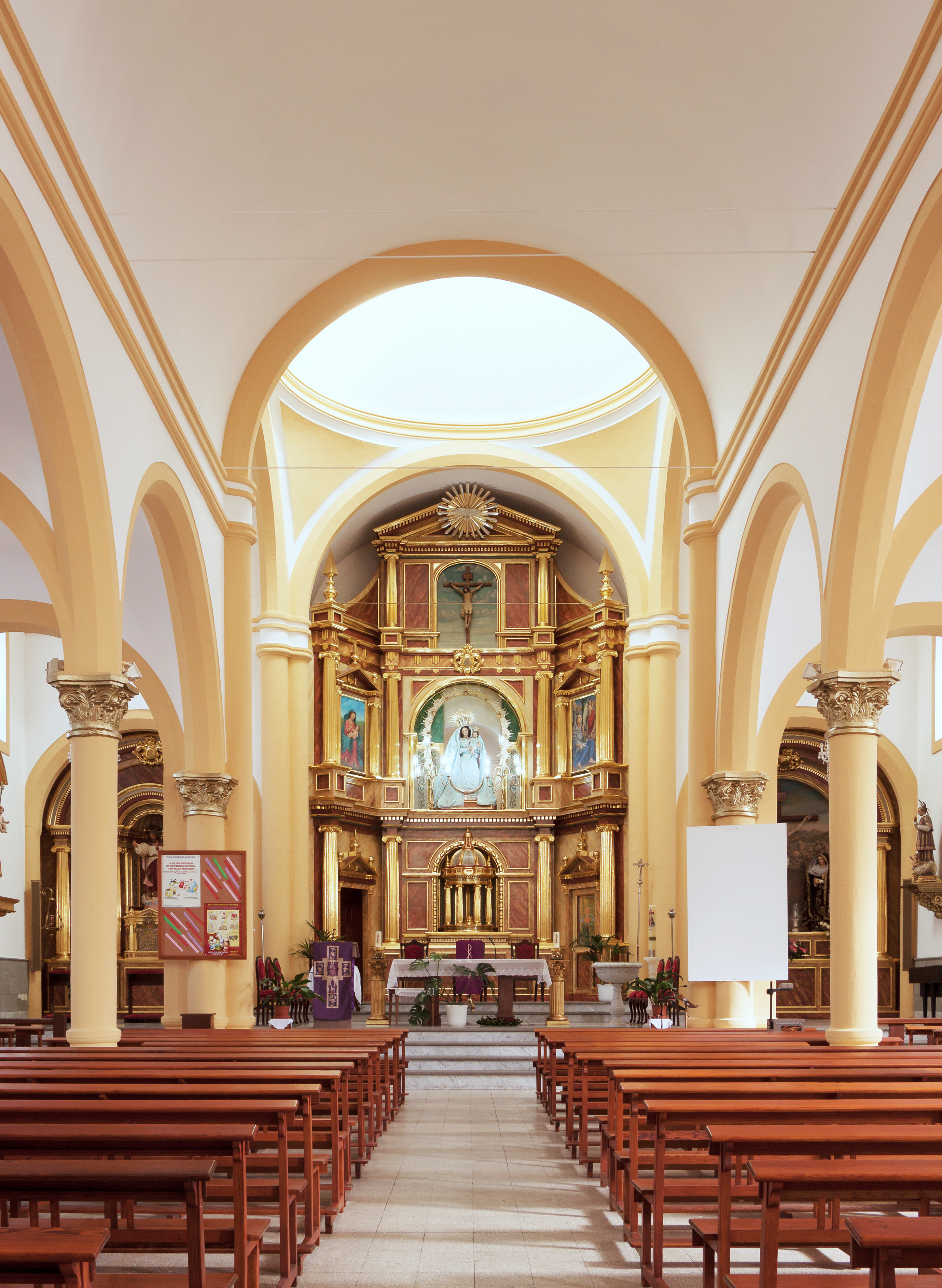
Interior
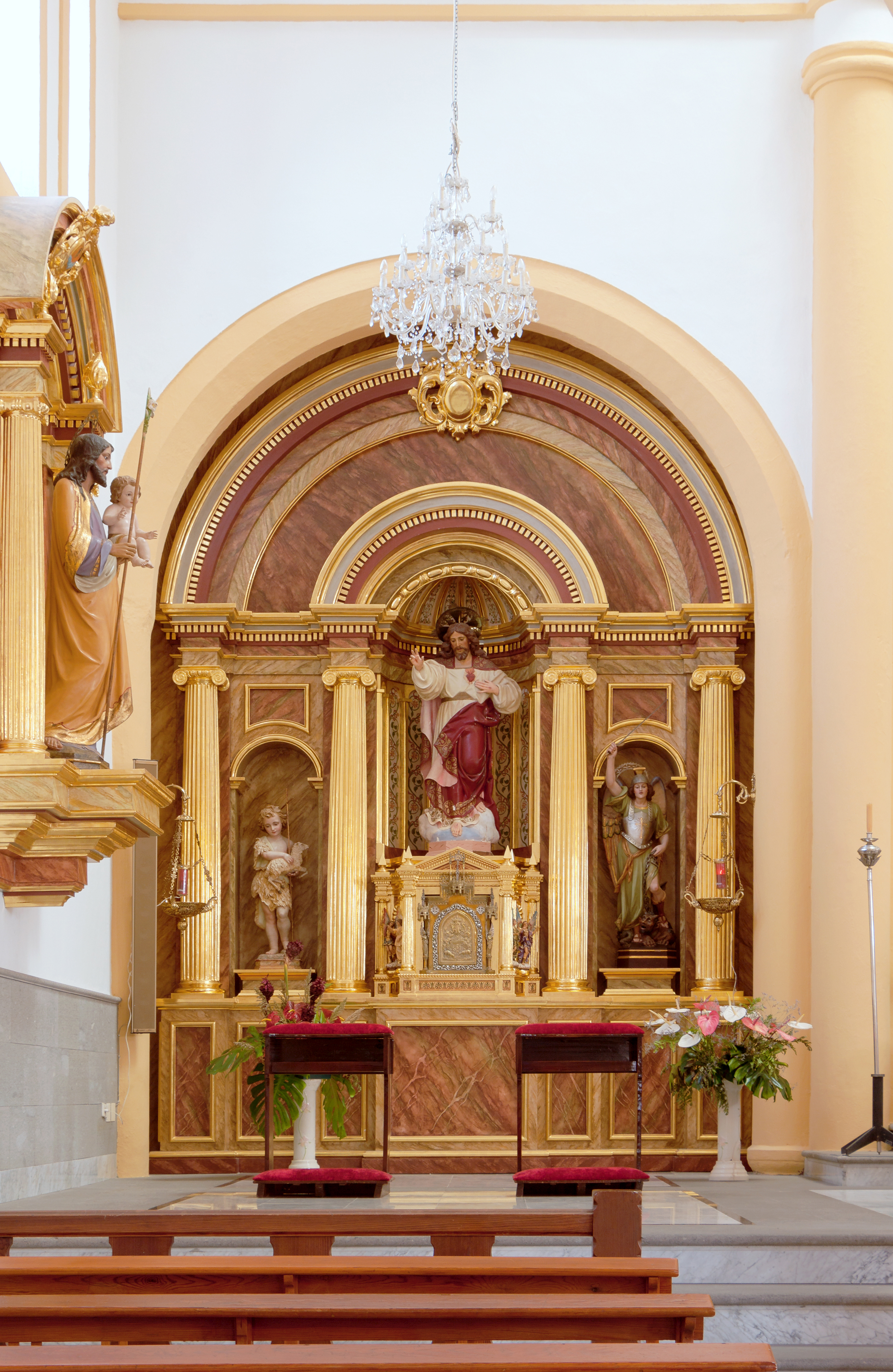
Lado izquierdo del altar
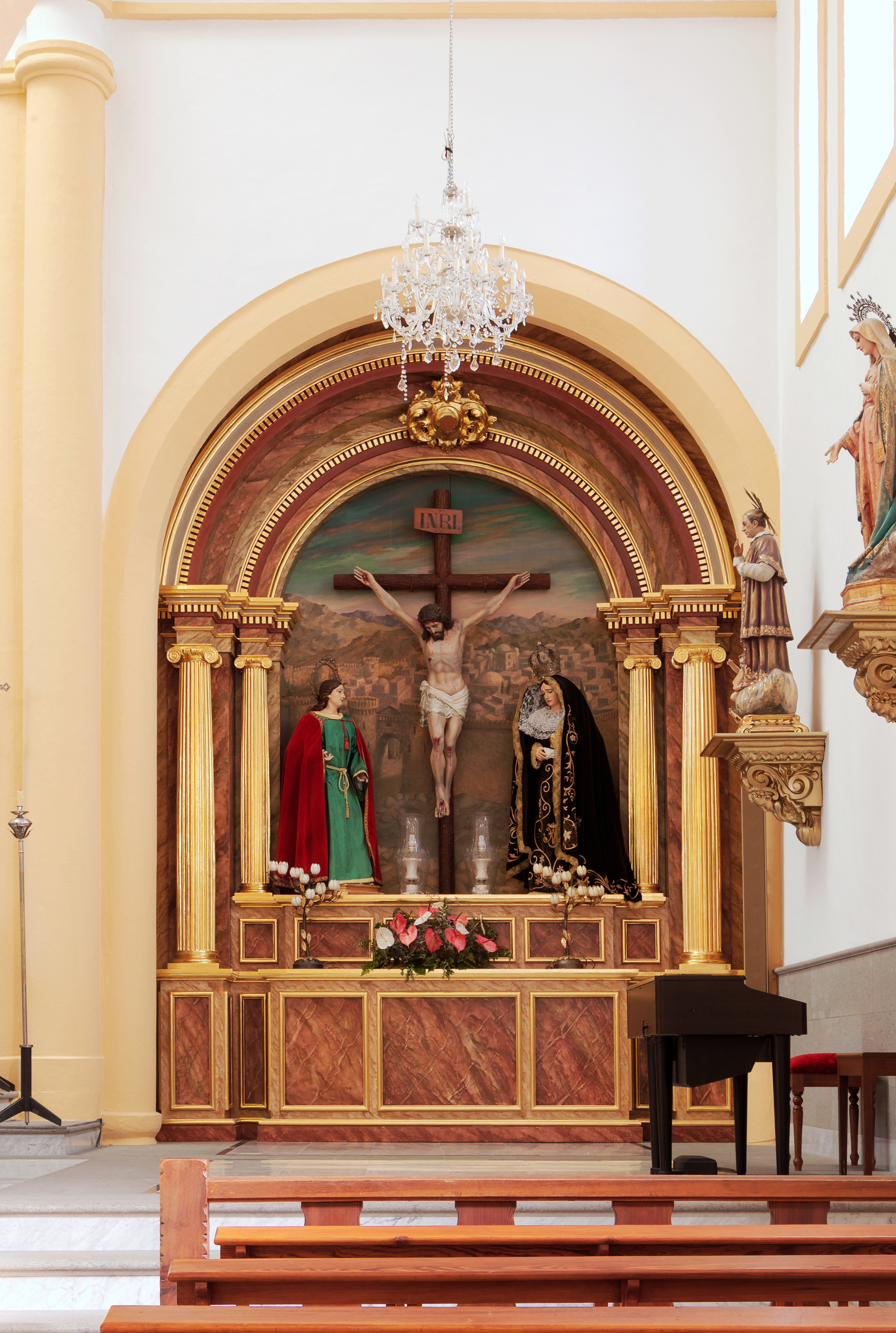
Lado derecho del altar
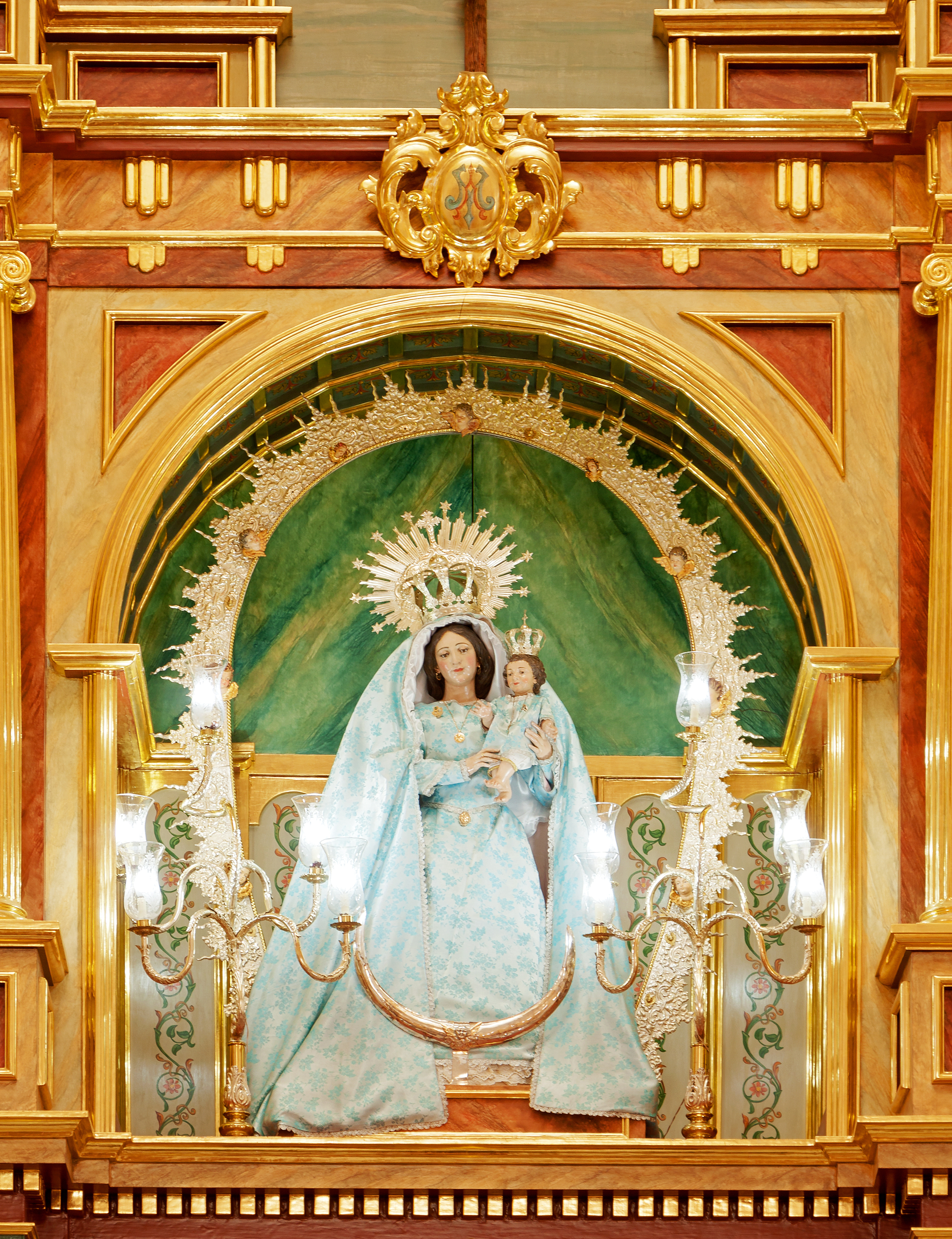
Virgen del Socorro

### Fiestas

#### Febrero

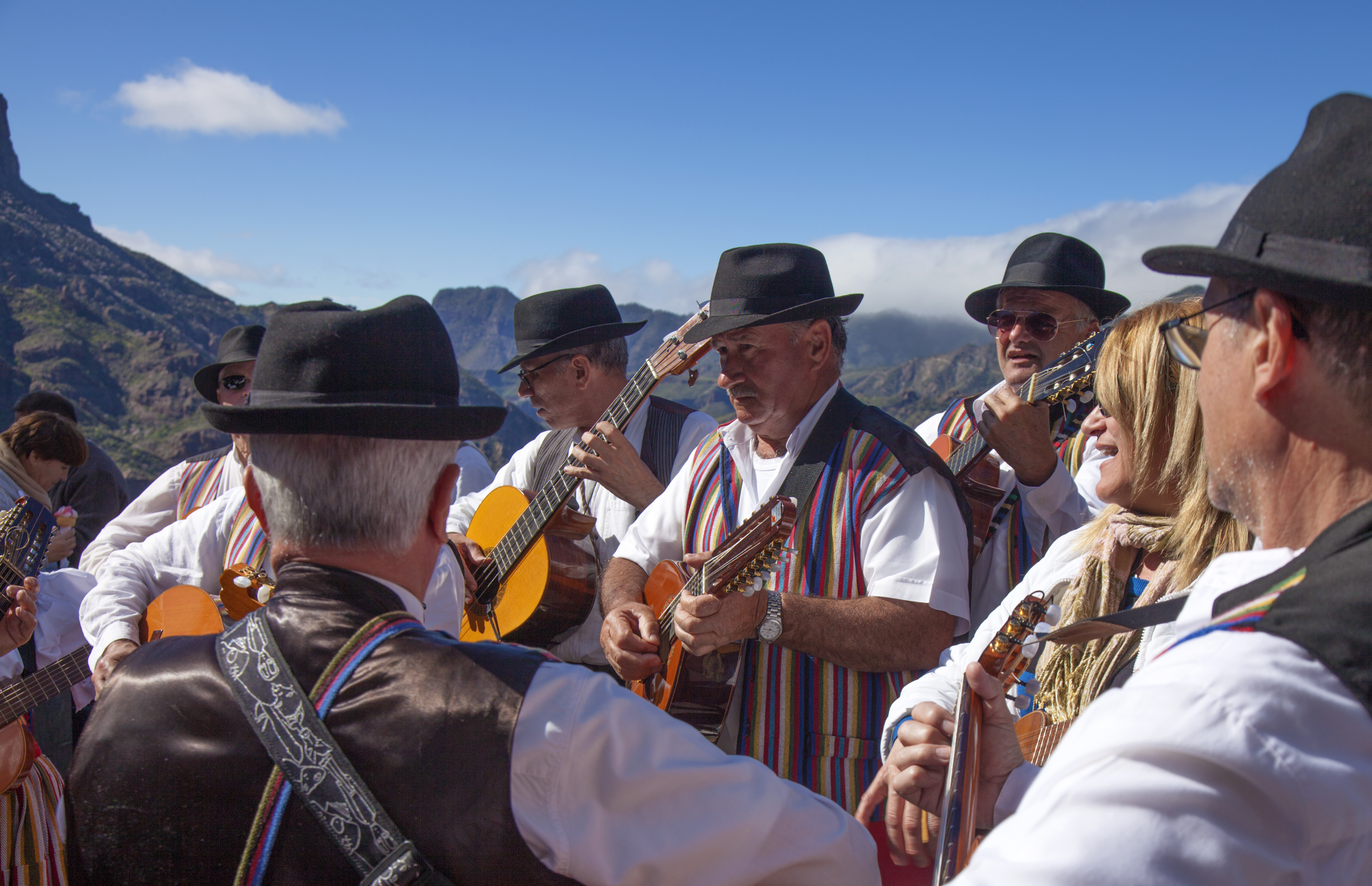
Fiesta del Almendro en Flor

Los vecinos de Tejeda celebran una fiesta tradicional desde 1969 (este primer año se las llamó fiestas de Invierno), con actividades relacionadas con la forma de vida tradicional del municipio: la labor de la tierra y el ganado, en honor a la floración de los almendros. Fue a partir de 1970 cuando comenzó a llamarse fiesta del Almendro en Flor, en 2014 declarada Fiesta de Interés Turístico Regional y en 2021 Fiesta de Interés Turístico Nacional. Esta fiesta se celebra el primer fin de semana de febrero.

#### Marzo
En Tejeda, al igual que en el resto de Canarias, se celebra dicha fiesta aunque con estilo propio. Antaño, los tejedenses celebraban el carnaval disfrazándose de mascaritas y se echaban a la calle pidiendo casa por casa un huevo de gallina. Además, era costumbre por ese tiempo hacer tortillas de harina o de carnaval para conmemorar esa fecha. Se entrelazaba la profunda creencia religiosa del entonces y la devoción a la Virgen del Socorro con lo pagano.

#### Septiembre
La festividad de la Virgen del Socorro, el domingo siguiente al 8 de septiembre de cada año, es una fiesta de larga tradición religiosa. En esas fechas el pueblo cobra una vida inusual en otras épocas del año.
El día de las ofrendas es el sábado siguiente al domingo de la festividad de la Virgen. En el pueblo se organiza una romería en la que ofrecen a la Virgen lo mejor de sus cosechas. El dinero recaudado y alimentos son entregados a las instituciones benéficas de la isla. Es una fiesta para el color y la música típica canaria, los vecinos acuden vestidos con trajes típicos de la isla y llevan en sus carretas, los productos artesanos de la comarca.

### Monumentos y lugares de interés
Llanos de la Pez

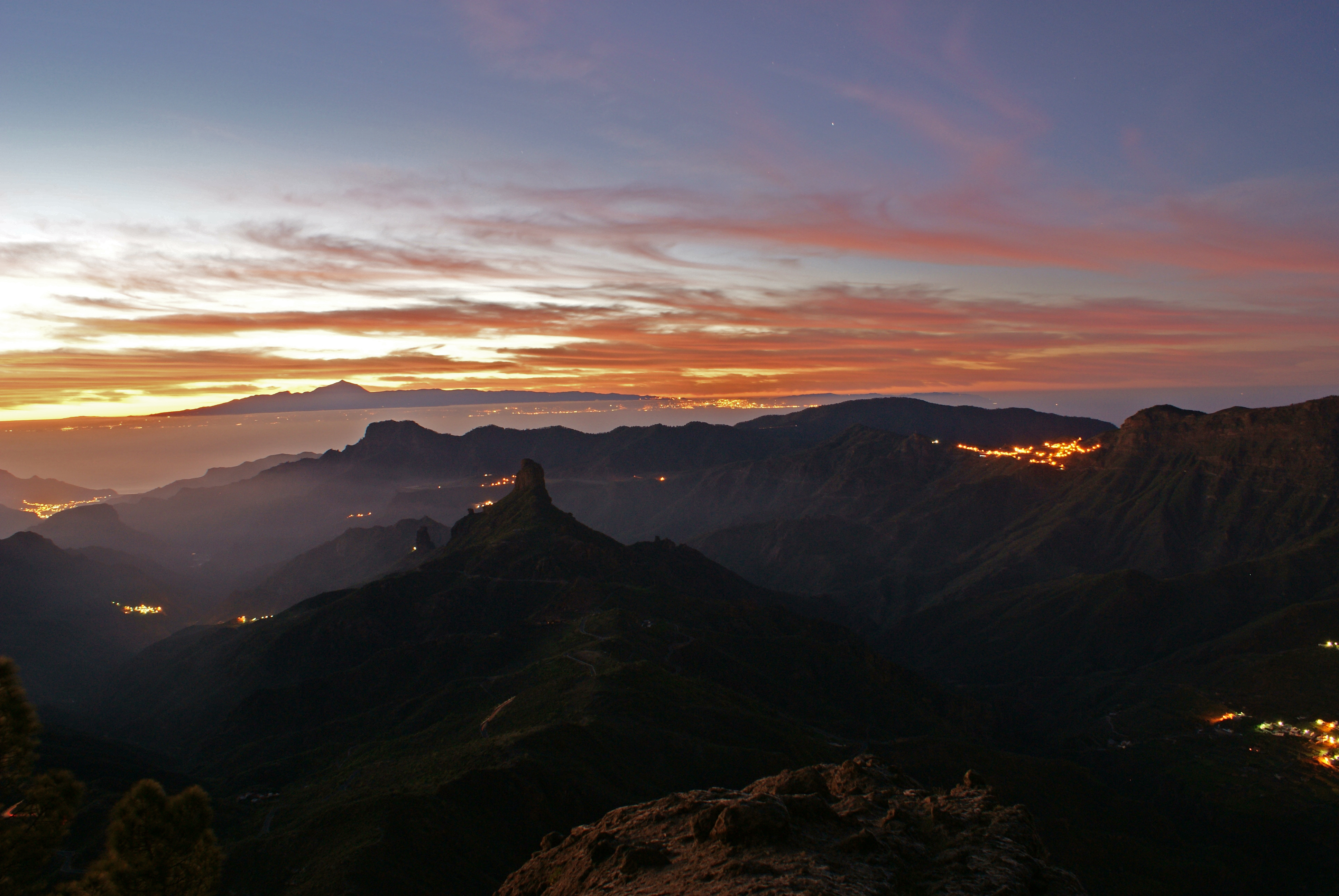
Desde Tejeda, el Roque Bentayga y el Teide al fondo, con las luces de la isla de Tenerife

El pinar de los Llanos de la Pez se creó en la década de 1970, pues todo este bosque es una iniciativa de repoblación del Cabildo Insular de Gran Canaria. Aun así, el topónimo debe su nombre a la pez, un tipo de brea vegetal con la que calafateaban los barcos que atravesaban el Atlántico o faenaban en las pesquerías de la costa canario-sahariana. También existen en la zona grandes extensiones de terreno cultivado, principalmente de manzanos, plantados por el cabildo a modo experimental. Los Llanos de la Pez constituyen hoy día el centro de ocio y recreo en la naturaleza más importante de Gran Canaria. Aquí podemos encontrar varias zonas de acampada, con tiendas de campaña y en cabañas, un campamento, restaurantes y mesones, fogones y área de barbacoas, refugio de montaña y varios lugares de esparcimiento bastante concurridos los fines de semana.
Cruz de Tejeda

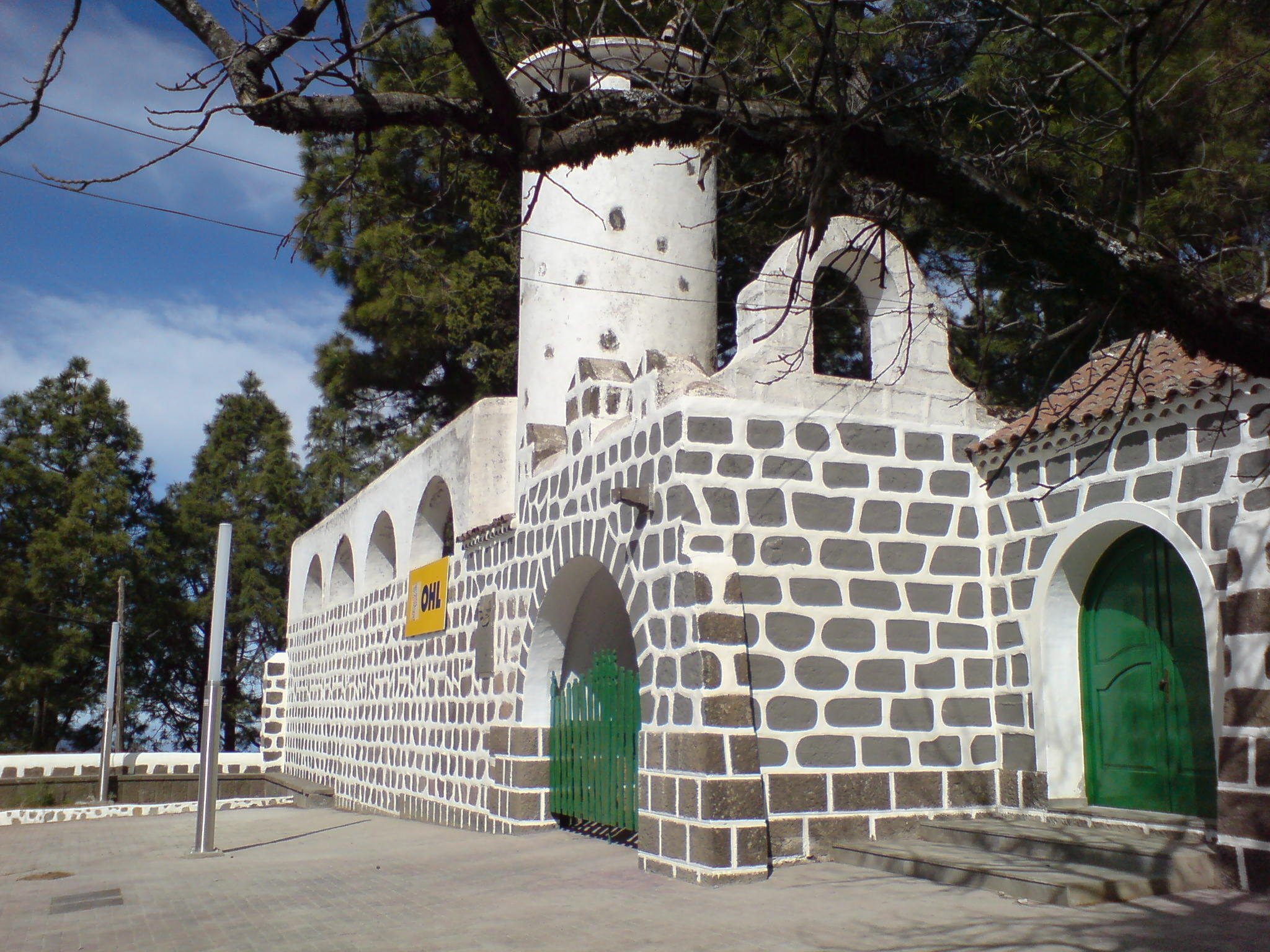
Parador Cruz de Tejeda

El parador de Cruz de Tejeda, construido en 1937 y recientemente reformado, se levanta justo en la linde, cuya pared norte entra en el municipio de San Mateo y su pared sur en el de Tejeda, al que pertenece, como su propio nombre indica. El parador se encuentra ubicado a 7 kilómetros del pueblo de Tejeda a una altitud 1560 metros en un paraje montañoso de gran belleza.
Al estar en un entorno de naturaleza, destaca por las vistas sobre la isla y por una gran cruz de piedra, la Cruz de Tejeda, que preside su entrada y cuya funcionalidad era servir de orientación a los vecinos del siglo XVI.
Cruz de Tejeda es el epicentro geográfico de la isla de Gran Canaria y el punto de encuentro de la mayoría de los antiguos caminos reales que siguen siendo utilizados cada día por numerosos senderistas.
El Parador Cruz de Tejeda era una antigua Hostería que fue reformado respetando el estilo de construcción de los edificios típicos canarios. Hoy en día es un hotel perteneciente a la cadena hotelera Paradores.
Tempestad petrificada

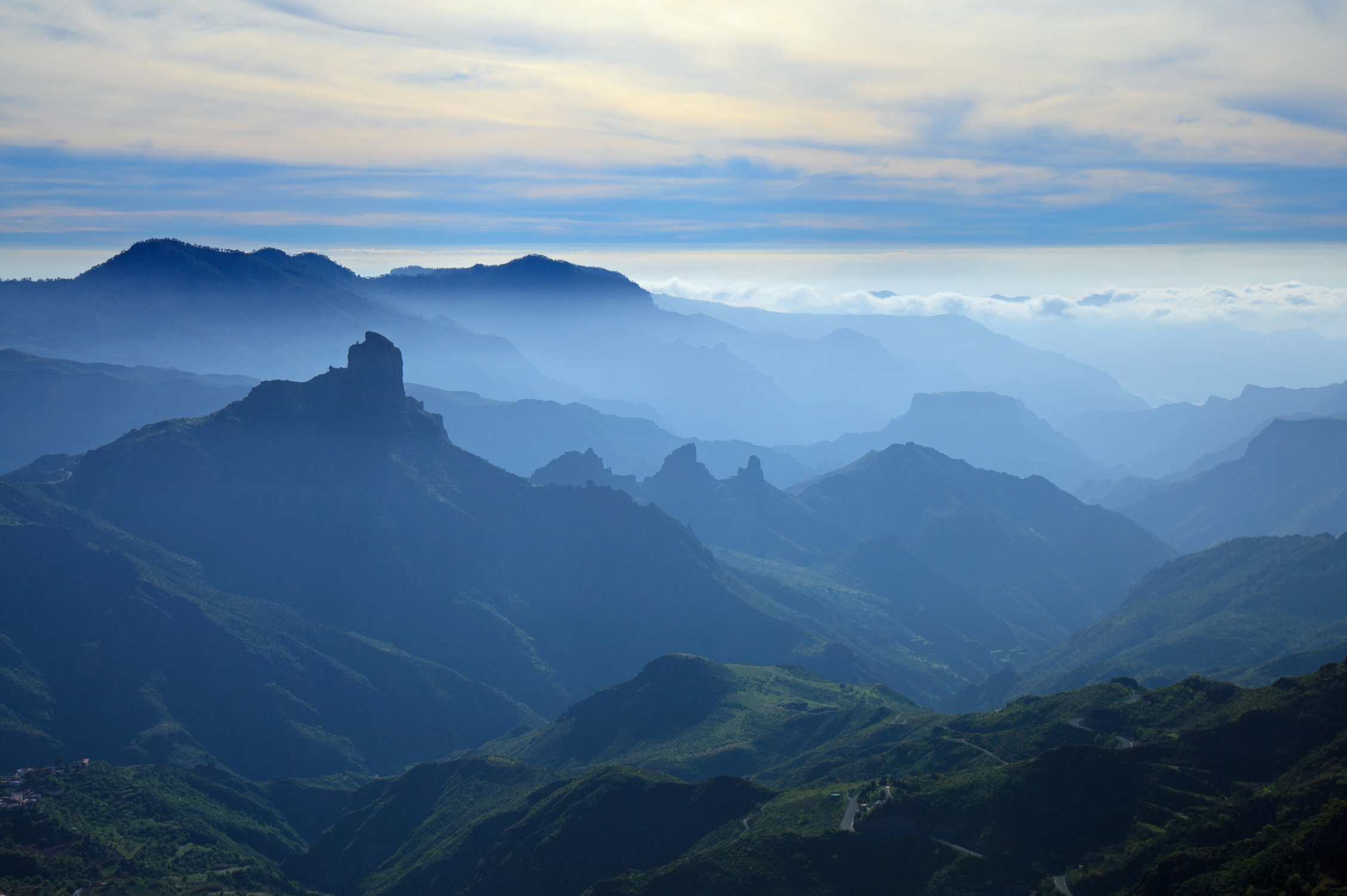
Neblina sobre la Caldera de Tejeda

La tempestad petrificada, como bautizó Miguel de Unamuno a esta parte de la isla, surge de la depresión que forma la Caldera de Tejeda, labrada por las aguas e inundada por lavas volcánicas. En este impresionante paisaje, destacan los roques que vinieron a taponar los cráteres, entre los que sobresalen el Roque Nublo (1803 m s. n. m.), símbolo de Gran Canaria, el Fraile o el Bentayga.
Roque Nublo
El Roque Nublo está catalogado como un monumento natural, dentro del parque rural con el mismo nombre. Muy cerca de él se encuentra el Roque de El Fraile, un monolito de piedra cuya silueta recuerda un fraile con sus hábitos y las manos en posición de oración.
Roque Bentayga
El Roque Bentayga es un monolito de piedra basáltica situado a una cota de 1404 metros de altura. En sus inmediaciones podemos encontrar un lugar de culto aborigen: almogarén. Este espacio es un yacimiento de gran valor arqueológico e interpretado como un lugar para la observación de las estrellas y la Luna. Aficionados a la arqueología y a la astronomía entienden que puede tener relación con rituales realizados en los solsticios de verano, en la salida del Sol.
Centro de Interpretación del Bentayga
Situado a los pies del Roque Bentayga, este centro de interpretación muestra a sus visitantes una exposición museística donde se representan todos aquellos elementos que definen la forma de vida, la cultura y los ritos más importantes y representativos de la cultura prehispánica.

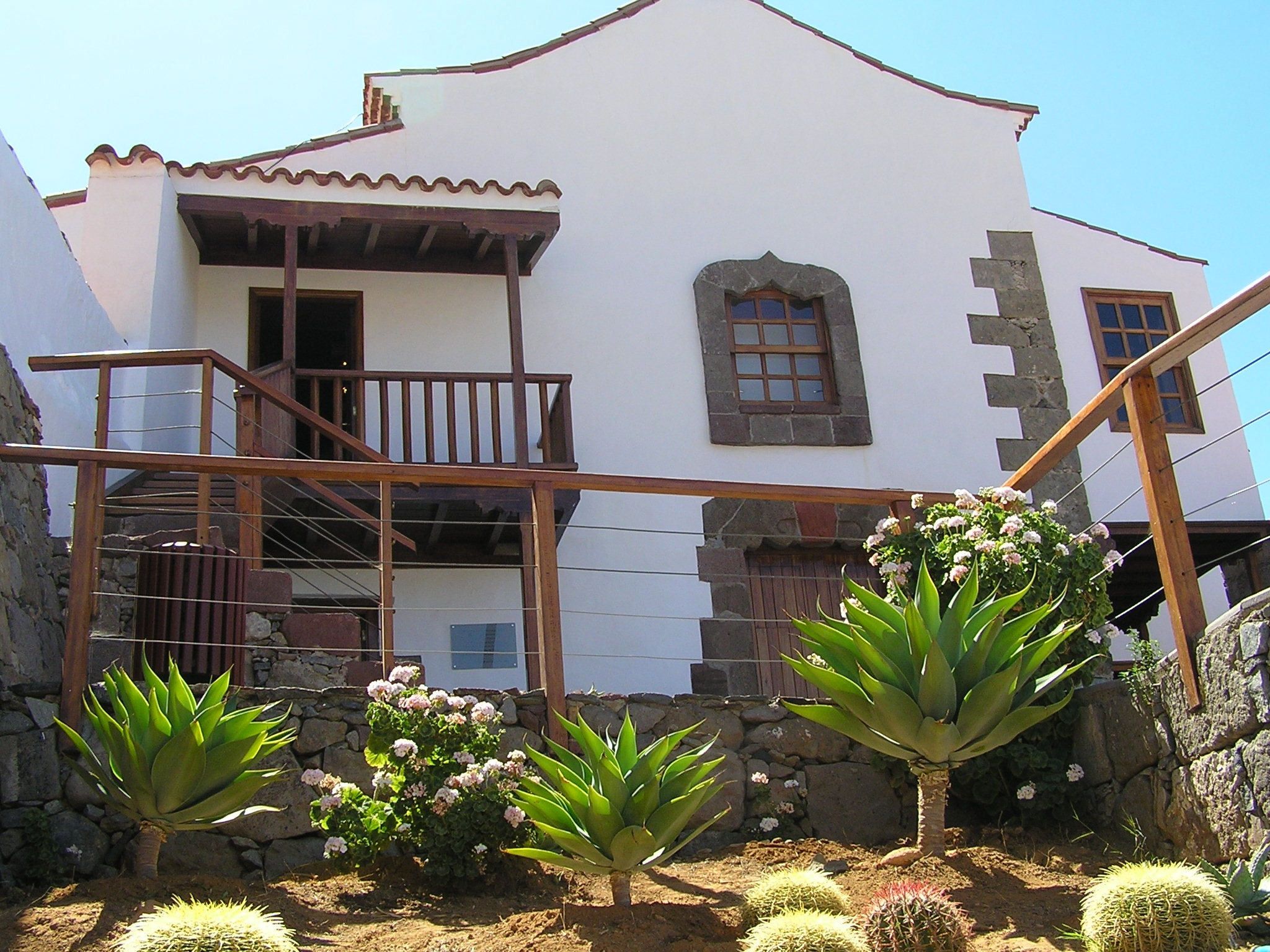
Centro de Gestión e Información de Risco Caído y las Montañas Sagradas de Gran Canaria
Este Centro de Gestión e Información se ubica en uno de los edificios más singulares del municipio. Se trata de una Casa Tradicional Canaria rehabilitada por una escuela taller de cantería y que con anterioridad acogía el Museo de las Tradiciones. Este centro ofrece información detallada sobre Risco Caído y las Montañas Sagradas de Gran Canaria, un singular y excepcional complejo arqueológico de carácter religioso y astronómico de los antiguos canarios, declarado Patrimonio Mundial por la UNESCO el 7 de julio de 2019. También incluirá información sobre la Reserva de la Biosfera de Gran Canaria.

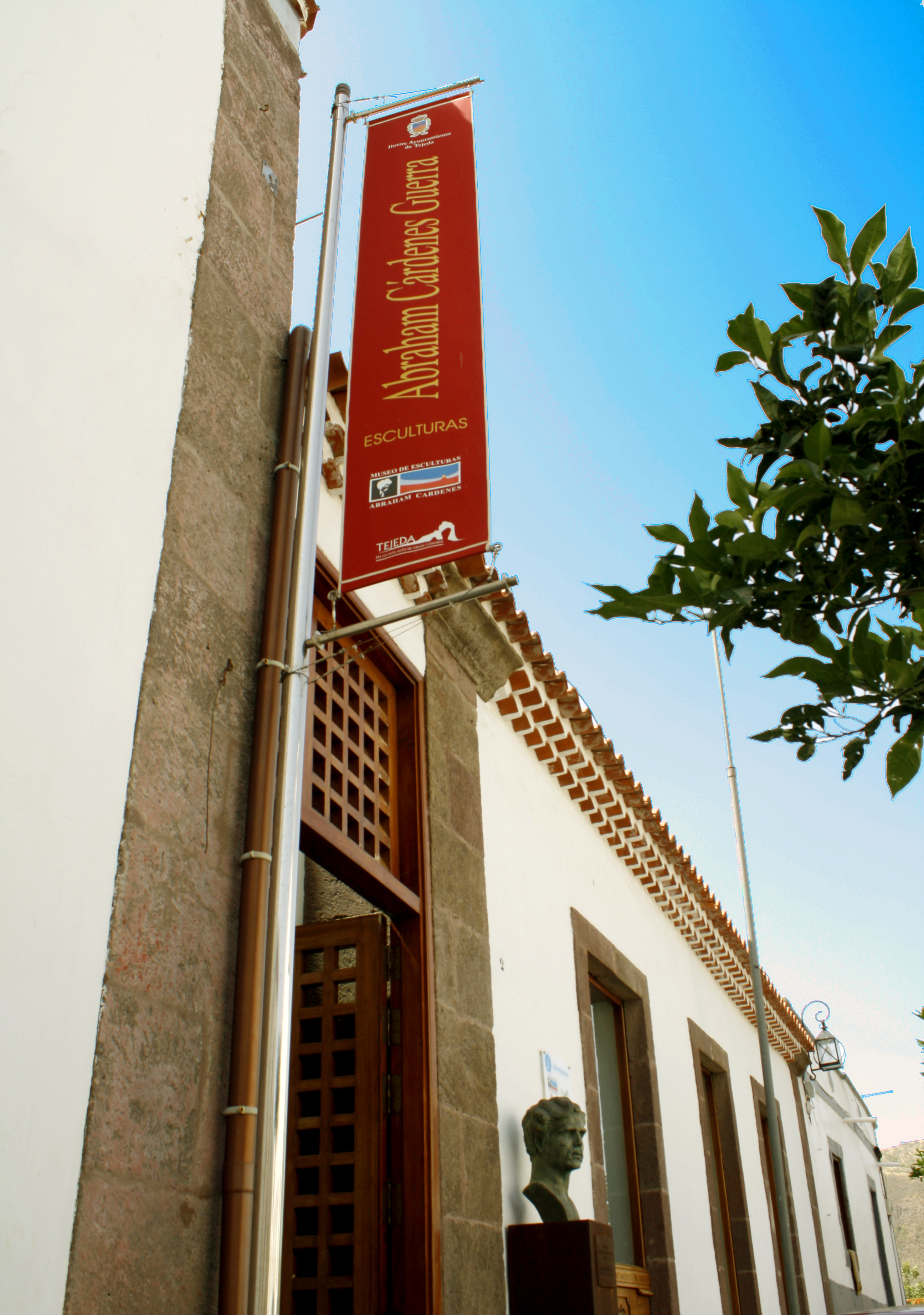
Museo de Abraham Cárdenes
Tejeda es cuna de artistas como Abraham Cárdenes, que nació en el municipio. Abraham Cárdenes fue un artista prestigioso en su época, con esculturas llenas de fuerza que transmiten sobre todo el profundo arraigo a su condición de canario y tejedense.
Este museo cumple una triple función. Por un lado posee una exposición fija de la obra del escultor. Por otro lado, cuenta con una sala de exposiciones itinerantes en las que se recogen las exposiciones del circuito de artes plásticas del Cabildo de Gran Canaria, entre otras. Asimismo en el museo se encuentra el Punto de Información Turística del municipio donde podrá encontrar toda la información relativa a Tejeda y a la isla de Gran Canaria.
Centro de Plantas Medicinales
El Centro de Plantas Medicinales de Tejeda es un espacio destinado a recuperar y divulgar la estrecha relación entre el hombre y la naturaleza a través del uso medicinal de las plantas, los remedios y sus creencias.
En su Sala Expositiva podemos conocer los diferentes remedios naturales medicinales: las plantas, su origen, su función en la sociedad, la aportación de la mujer en la medicina tradicional, etc. A su vez, podemos valorar algunos productos propios de Tejeda, como la Miel de la Cumbre. En la Sala Polivalente se puede consultar información relativa a las abejas, los usos de la almendra y las propiedades del aloe vera.

### Deporte
La situación estratégica del municipio de Tejeda, en el corazón de la isla de Gran Canaria, le otorga características idóneas para práctica de actividades al aire libre.

#### Senderos
Tejeda dispone de una red de senderos que nació para la comunicación y transporte entre las distintas poblaciones. Actualmente los senderos han sido rehabilitados para el uso de caminantes en busca de ocio y naturaleza.
Entre las rutas más populares se encuentra el camino desde el pueblo de Tejeda hasta el Roque Nublo, pasando por La Culata. El ascenso final se ve recompensado con la impresionante vista que se divisa desde la base del Roque Nublo. La importancia y utilidad de la flora autóctona, que se puede ver durante el tránsito por ese sender, ha sido recogida en el “Centro de Plantas Medicinales”.

#### Escalada
Hoy en día existen múltiples vías de diversas dificultades y alturas abiertas por escaladores en los años 50 del siglo pasado. 
Esta variedad de vías proporcionan un mundo de aventura vertical a escaladores clásicos, deportivos y mixtos de todos los niveles, desde el escalador novel al de competición, que disfruta tanto del grado como de la naturaleza.

#### Carreras de montaña
La orografía del municipio permite la práctica de este deporte y la organización de diversas carreras organizadas por el Ayuntamiento. De ellas, la más relevante es la Circular de Tejeda Trail, que se celebra en el mes de mayo y que incluye distancias cortas (12,5 km), media (24 km) y larga (47,5 km), así como varios desafíos en los que participan cientos de corredores. Más recientes son la Cronotrail Almendro en FLor y el Plenilunio Tejeda Trail, que se celebran en enero y agosto, respectivamente.